# Bitcomet
Bitcomet (eller BitComet) är en BitTorrent-klient för Microsoft Windows som är kodad i C++. Innan version 0.38 hette programmet SimpleBT. Programmet är översatt på 52 språk, inklusive svenska.
Bitlord är en BitTorrent-klient som är baserad på en gammal version av BitComet, men som, till skillnad från Bitcomet, innehåller reklam. Den är utvecklad för Microsoft Windows och Mac OS.

## Funktioner
Bitcomet är ett fildelningsprogram licensierat som freeware och är fullt kompatibelt med BitTorrent-protokollet, ett av de mest populära P2P-protokollen utformade för snabb distribution av stora filer. Bitcomet har stöd för samtidiga nedladdningar, nedladdningsköer, chatt, DHT, hårddiskcache, hastighetsbegränsningar, portmappning, proxy, IP-filtrering och mycket mer. Integrerat i BitComet finns även ett Internet Explorer-fönster i syfte att underlätta torrentsökandet för användaren. En standardlista över webbplatser med torrents finns i programmet och användaren kan själv redigera denna lista.

## Problem med DHT
När versionerna 0.59 till 0.60 av Bitcomet var aktuella fick programmet ta emot mycket kritik för sin dåliga implementering av DHT. DHT är ett protokoll som kan koppla ihop noder utan att behöva använda en tracker. Bitcomets implementering respekterade inte "privat"-flaggan i en torrent. Detta medförde att användare på främst privata trackrar inte behövde respektera kvoter för upp- respektive nedladdning utan kunde ladda ned filer fritt. Många privata trackrar har som en följd av detta nu spärrat användare av Bitcomet. Buggen rättades till i version 0.61, men det existerar fortfarande mycket problem med DHT i programmet.